# Hella Tiedemann
Hella Tiedemann, geb. Bartels (* 23. Oktober 1936 bei Wolfenbüttel; † 10. Oktober 2016 in Berlin) war eine deutsche Romanistin und Komparatistin.

## Leben
Hella Tiedemann studierte in München, Aix-en-Provence sowie in Frankfurt am Main bei Theodor W. Adorno. 1969 promovierte sie am Institut für Allgemeine und Vergleichende Literaturwissenschaft der Freien Universität Berlin bei Peter Szondi. Ihre Dissertation Versuch über das artistische Gedicht. Baudelaire, Mallarmé, George erschien 1971. 1982 habilitierte sie mit der Arbeit Verwaltete Tradition. Die Kritik Charles Péguys, die 1986 erschien. Nach ihrer Habilitation lehrte sie bis 2001 am Peter-Szondi-Institut, seit 1991 als außerplanmäßige Professorin.
In ihrer Forschung befasste sich Tiedemann schwerpunktmäßig mit der französischen und deutschen Moderne. Ihr Denken steht in der Tradition der kritischen Theorie und der Frankfurter Schule. Dies äußerte sich auch in ihrer editorischen Tätigkeit als Herausgeberin einiger Schriften von Walter Benjamin.
Viele ihrer ehemaligen Studierenden unterstreichen Tiedemanns prägende Rolle sowie ihr besonderes Engagement im Sinne einer partizipativen und kritischen Lehre. Häufig wird in diesem Kontext Tiedemanns Aussage zitiert, sie sehe ihre Aufgabe darin, die Studierenden „für den Kulturbetrieb zu verderben.“

## Veröffentlichungen (Auswahl)

### Monografien
- Versuch über das artistische Gedicht. Baudelaire, Mallarmé, George, München: Rogner und Bernhard 1971.
- Verwaltete Tradition. Die Kritik Charles Péguys, Freiburg/München: Alber 1986.

### Editionen
- Walter Benjamin: Gesammelte Schriften, Band III: Kritiken und Rezensionen, Frankfurt a. M.: Suhrkamp 1972.
- Walter Benjamin: Gesammelte Schriften, Band VIII, 2 (= Supplement 2): Marcel Proust: Im Schatten junger Mädchen, übers. von Walter Benjamin, Frankfurt a. M.: Suhrkamp 1987.